# Hector Malot
Hector-Henri Malot (La Bouille bij Rouen, 20 mei 1830 – Fontenay-sous-Bois, 18 juli 1907) was een Franse schrijver. Hij studeerde rechten in Rouen en Parijs, maar uiteindelijk werd literatuur zijn passie. Hij werkte als literatuurcriticus voor L'Opinion Nationale en als theatercriticus voor Lloyd Français. Zijn veruit bekendste boek is Alleen op de wereld.

## Levensloop
Malots vader was een notaris, die als weduwnaar met de weduwe van een officier van het vreemdelingenlegioen samenwoonde. Beiden brachten uit hun eerdere huwelijken twee kinderen mee. Hector was hiervan het jongste kind.
Zijn vader was een starre man die veel waarde hechtte aan een strenge opvoeding. Zijn moeder was echter milder en las de kinderen voor het slapen gaan vaak verhalen over verre reizen voor. Deze verhalen waren veelal geïnspireerd op het leven van haar eerste echtgenoot. Zij stimuleerde Hectors liefde voor verhalen. Toen Hector meerderjarig werd, verdiepte hij zich, ondanks zijn vaders raad om rechten te studeren, in de literatuur.
De jonge Malot studeerde aan het Lycée Corneille in Rouen, tien jaar nadat Gustave Flaubert daar studeerde. Malot was bevriend met Jules Levallois, die later ambtenaar in Sainte-Beuve en literatuurcriticus zou worden. Op school blonk hij uit met hoge cijfers.
In 1853 ging hij naar Parijs, waar hij tevergeefs probeerde zijn eerste stuk te verkopen. Om in zijn onderhoud te voorzien schreef hij voor dagbladen en tijdschriften. Uiteindelijk ging hij terug naar zijn ouderlijk huis, waar hij zijn eerste trilogie Les Victimes d'amour heeft geschreven. Het eerste deel verscheen in 1859.
In 1864 begon hij met de bouw van een landhuis in Fontenay-sous-Bois, dat hij tot zijn dood zou blijven bewonen. Het was gelegen in de buurt van het station, zodat hij vaak naar Parijs ging om daar rond te wandelen. In 1867 trouwde hij met Anna Dariès. Hun dochter Lucie werd geboren in het daaropvolgende jaar.

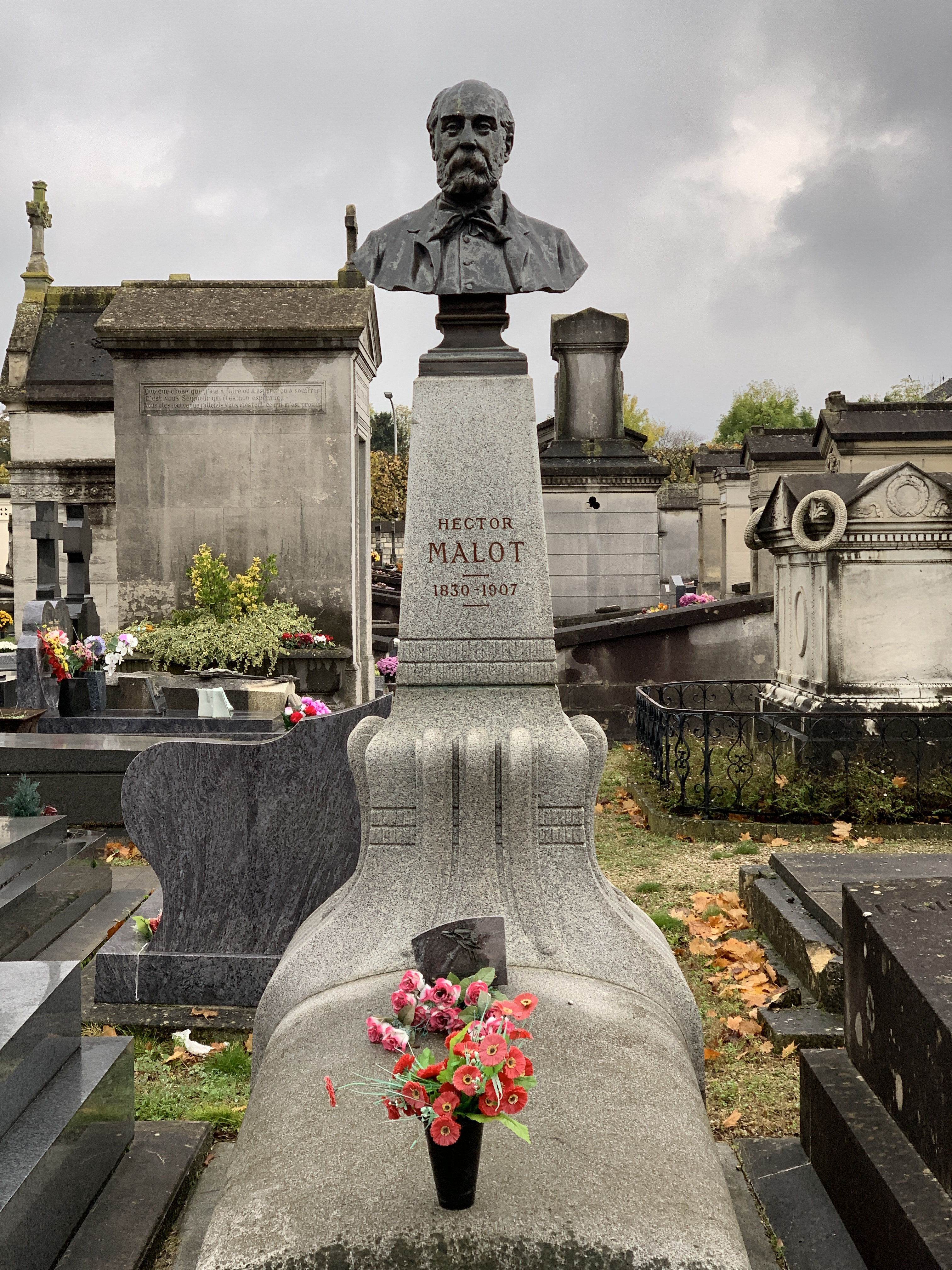
Graf

In 1880 stierf zijn vrouw. In 1881 hertrouwde Hector Malot met de 31-jarige Marthe Oudinot de la Faverie.
In 1893, een jaar nadat En famille uitkwam, werd zijn kleindochter Perrine geboren (ze kreeg dezelfde naam als de hoofdpersoon daarvan).
Malot overleed in juli 1907 op 77-jarige leeftijd.

## Carrière
Zijn eerste boek was Les Amants, uitgegeven in 1859. In totaal heeft hij meer dan 70 boeken geschreven, waaronder een aantal kinderboeken. Alleen op de wereld (1878) is in deze categorie verreweg het bekendst. Het boek vertelt het verhaal van vondeling Rémi die op achtjarige leeftijd wordt verkocht aan de oude straatmuzikant Vitalis.
In 1895 kondigde Malot aan te stoppen met het schrijven van fictie, maar in 1896 schreef hij L'Amour Dominateur en Le Roman de mes Romans, een boek over zijn literaire leven.